# Mami Yokota
Mami Yokota (japanska: 横田真未 ), född 10 december 1997 i är en volleybollspelare (center). Hon spelar för Japans damlandslag i volleyboll och för klubblaget Denso Airybees. Yamada spelade med landslaget under  Volleyball Nations League 2022 och VM 2022.